# Флорес (море)
Фло́рес (индон. Laut Flores) — межостровное море Тихого океана, с севера ограниченное островом Сулавеси, а с юга Малыми Зондскими островами Сумбава и Флорес. Связано на северо-западе Макассарским проливом с морем Сулавеси, на западе с Яванским морем, на востоке с морем Банда, на юге с морем Саву. Мореходы родом из Португалии так назвали одноимённый остров за богатство растительности, то есть флоры.

## География
Море располагается в Малайском архипелаге, в южном приэкваториальном поясе на западе Тихого океана. Международная гидрографическая организация в начале XXI века определяет границы моря следующим образом:
- На севере — вдоль южного побережья острова Сулавеси от Танджунг-Лайканг на восток до Танджунг-Ласса.
- На востоке — морем на юг до северной оконечности острова Селаяр[англ.] (Танджунг-Матаинджи); на юг вдоль западного побережья Селаяра до его южной оконечности Танджунг-Апатана; морем на юго-восток до северо-западной оконечности острова Тана-Джампеа (Танджунг-Торгао); на юг и восток вдоль западного и южного побережья Тана-Джампеа до его юго-восточной оконечности Танджунг-Пароманг; морем на юго-восток до западной оконечности острова Калао (Уджунг-Боне-Оге); на восток вдоль южного побережья Калао до его юго-восточной оконечности Уджунг-Бонекади; морем на юго-восток до северо-западной оконечности острова Боне-Рате (Уджунг-Дуду-Опа); на юг и восток вдоль западного и южного побережья Боне-Рате до его восточной оконечности Уджунг-Леа-Леа; морем на восток до Горау-Упа на юго-западном побережье острова Калао-Тоа; на восток вдоль южного побережья Калао-Тоа до Латодо на его восточном побережье; морем на юго-восток до северо-восточной оконечности острова Флорес (Танджунг-Копондаи).
- На юге — от Танджунг-Копондаи на запад вдоль северного побережья Флореса до его северо-западной оконечности Танджунг-Торо-Ваду-Рамба; морем на юго-запад до северо-восточной оконечности острова Комодо; на запад вдоль северного побережья Комодо до его северо-западной оконечности Танджунг-Беру; морем на северо-запад до северо-восточной оконечности острова Банта (Уджунг-Ои-Унке); морем на северо-запад до северо-восточной оконечности острова Сумбава (Танджунг-Нару); на запад вдоль северного побережья Сумбавы до Танджунг-Сарокая на его северо-западном побережье.
- На западе — морем на север до острова Капопосанг-Бали, самого западного в островной группе Пулау-Пулау; морем на северо-восток до острова Джайламу, самого северного в группе островов Сабалана; морем до Танджунг-Лайканга на юго-западном побережье Сулавеси.

Размеры моря в различных источниках не совпадают. Так, согласно Большой российской энциклопедии, его площадь составляет 115 тыс. км², а согласно Британской энциклопедии — 240 тыс. км². Средняя глубина согласно БРЭ 1521 м, согласно «Водной энциклопедии» (изд-во Taylor & Francis, 2007) — 1829 м, максимальная глубина — 5234 м в Большой советской энциклопедии (3-е изд.) и 5140 м в Британской энциклопедии. Объём в «Водной энциклопедии» оценивается в 222 км³.
Температура поверхностных вод 28 °C в январе-феврале (до 28 °C у побережий и в заливах), 29,5—30,5 °C в июле-августе. Солёность на поверхности в соответствующие периоды — 33,2 и 34,0 ‰. Солёность верхнего слоя остаётся почти постоянной на протяжении года, так как поступление пресной воды в виде осадков практически компенсируется испарением. Температура придонных вод 3 °C, солёность от 34,6 до 34,7 ‰.
Господствующее направление поверхностных течений — на юго-запад летом и в обратную сторону зимой. Скорость течений 0,2—0,4 м/с в зависимости от сезона. Волнение слабое, от 0,3 до 0,9 м, в штормы и кратковременные шквалы может достигать 3—4 м. Приливы неправильные полусуточные высотой до 2,3 м в узостях и до 1 м в открытом море.
Рельеф дна изменчивый, с преимущественно крутым материковым склоном, а в западной части — с хорошо развитым шельфом. Море подразделяется на четыре физико-географических региона. На западе его дно представляет собой широкое плато с глубинами около 500 м. Над этой равниной поднимаются подводные горы, часто увенчанные коралловыми атоллами. На юге так называемый Флоресский бассейн (к северу от одноимённого острова) сформирован глубоким жёлобом, где зафиксированы наибольшие глубины — свыше 5 км. К северу от него между двумя подводными хребтами (западный из которых поднимается над поверхностью в виде острова Селаяр) расположен более мелкий жёлоб, в глубину достигающий 3370 м. Последний регион, граничащий с морем Банда, расположен на востоке моря Флорес, южнее глубоко вдающегося в побережье Сулавеси залива Бони.
Донные отложения — преимущественно вулканические и глобигериновые илы. Сейсмически активный район; в XXI веке к северу от острова Флорес обнаружен геологический разлом, получивший название Калатоа. Море богато многочисленными вулканическими островами, особенно в южной его части. На острове Сангеанг (вблизи северо-восточного берега острова Сумбава) находится вулкан Апи высотой 1949 м, один из активнейших действующих вулканов на Малых Зондских островах.
Климат характерихуется муссонной циркуляцией, ветры устойчивые со скоростью 4—5 м/с. Летом (в декабре-марте), в период северо-западного муссона, погода жаркая, облачная и дождливая, иногда со шквалами и штормами, а в западной части моря с тропическими циклонами. Зимой (в апреле-октябре) дует юго-восточный муссон, температуры практически не меняются, но влажность и объём осадков снижаются. Распространены кратковременные шквалы с обильными ливнями.

## Экономика
Развито рыболовство. Порты: Бонтайн (остров Сулавеси), Сумбава (остров Сумбава).